# Irán en los Juegos Paralímpicos de Sochi 2014
Irán estuvo representado en los Juegos Paralímpicos de Sochi 2014 por un deportista masculino. El equipo paralímpico iraní no obtuvo ninguna medalla en estos Juegos.